# Jean-Pierre Ramis
Pour les articles homonymes, voir Ramis.
Jean-Pierre Ramis, né le 26 mars 1943 à Montpellier, est un mathématicien français, membre de l'Académie des sciences.
Ses travaux concernent les systèmes dynamiques des fonctions du champ complexe, discrets (équations aux différences et q-différences) et continus (équations différentielles), notamment les notions d'intégrabilité (théorie de Morales-Ramis) et la théorie de Galois différentielle.